# Kanton Saint-Savinien
Saint-Savinien is een voormalig kanton van het Franse departement Charente-Maritime. Het kanton maakte deel uit van het arrondissement Saint-Jean-d'Angély. Het werd opgeheven bij decreet van 27 februari 2014, met uitwerking op 22 maart 2015. Alle gemeenten werden toegevoegd aan het kanton Saint-Jean-d'Angély.

## Gemeenten
Het kanton Saint-Savinien omvatte de volgende gemeenten:
- Annepont
- Archingeay
- Bords
- Champdolent
- Fenioux
- Grandjean
- Le Mung
- Les Nouillers
- Saint-Savinien (hoofdplaats)
- Taillant
- Taillebourg